# Никола Бадев
Никола Бадев (на македонска литературна норма: Никола Бадев) е народен певец и събирач на народни песни от Социалистическа република Македония.

## Биография
Никола Бадев е роден на 8 август 1918 година в кавадарското село Глишик, тогава в Кралство Сърбия, в земеделско семейство. Майка му се казва Сута. Още ненавършил десет години започва тайно да свири на цигулка, а в музикалното му обучение много му помага чичо му Васил Неделков, който като самоук музикант свири на няколко инструмента. В младостта си Бадев много обича спорта, особено футбола и играе във футболния клуб „Югославия“ като дясно крило. Бадев се жени сравнително млад и в брака си с Милка има три деца: Ристо, Роска и Сузана. Отбива военната си служба в армията на Кралство Югославия, а в септември 1944 година постъпва в комунистическата съпротива във Вардарска Македония като боец-фелдшер във Втора македонска ударна бригада. След края на Втората световна война Бадев завършва курс за медицински техници и фелдшери и постъпва на работа като санитарен инспектор-хигиенист в Кавадарци. По това време той вече е известен певец из Кавадарци, пее на сватби, вечеринки и забави.
В 1948 година Бадев печели първо място на Фолклорния фестивал в Скопие, оставяйки силно впечатление на етномузиколога Васил Хаджиманов, по чиято препоръка започва професионалната си кариера като певец и инструменталист на тамбура в 1950 година. Скоро става член на Народния оркестър, а по-късно е и негов директор. Забелязан от видни етномузиколози, Бадев скоро става член на Държавния ансамбъл за народни песни и танци „Танец“.
За нуждите на Радио Скопие Бадев записва над 500 песни, сред които най-известните са: „Сбогом, мамо, няма ме“, „Ой, Яно, Яно“, „Параходът ми пристигна“, „Тежка беше нашата раздяла“, „Биляна платно белеше“, „До три ми пушки пукнаха“, „Ферман дойде джанам от Стамбола“ и други. При това той записва дуети с няколко македонски певци, сред които Анка Гиева, Васка Илиева, Виолета Томовска, Есма Реджепова, Благой Петров – Караджуле, Александър Сариевски, Ваташка чалгия и други. Първата си грамофонна плоча записва за звукозаписна компания „Юготон“ с песента „Тежка беше нашата раздяла“. По-късно записите му, издадени за Радио-телевизия Белград, достигат сребърен и златен тираж.
В Кавадарци е издигнат бюст в чест на Бадев, финансиран от местната власт и брат му Димитър. Дъщеря му Роска, която е и авторка на монографията, издадена по случай 20-годишнината от смъртта на Бадев, също популяризира книгата сборник с народни песни, включваща 140 от 800-те песни, събрани приживе от баща ѝ.
Умира на 25 септември 1976 година в Скопие.